# Roxwell
Roxwell – wieś w Anglii, w hrabstwie Essex, w dystrykcie Chelmsford. Leży 7 km na zachód od miasta Chelmsford i 45 km na północny wschód od Londynu. W 2001 miejscowość liczyła 1043 mieszkańców.